# باشگاه فوتسال زندی بتن
باشگاه فوتسال زندی بتن کلاردشت یک باشگاه فوتسال حرفه‌ای ایرانی است که در شهرستان کلاردشت و در لیگ برتر فوتسال ایران مستقر است.

## افتخارات
- لیگ دسته یک فوتسال ایران
  - قهرمان (۱): ۱۳۹۹[۲]
- لیگ محلی
  - نایب‌قهرمان (۱): ۱۳۹۷
- لیگ مازندران
  - قهرمان (۱): ۱۳۹۶